# 相對世界。明日終結？
《相對世界。明日終結？》（原譯：《就算明天世界毀滅》），是由動畫公司CRAFTAR STUDIOS原創製作、櫻木優平執導的日本長篇動畫電影。2019年1月25日於日本公開首映。並於安錫國際動畫影展入圍2019年度最佳動畫長片。

## 故事簡介
故事發生在2020年，東京普通高中生「狭間真」自幼母親去世後，開始封鎖自己的內心，而青梅竹馬「泉琴莉」一直陪伴守護在他身旁。就在高中三年級，兩人準備攜手向前踏出一步的時候，另一個平行世界突然出現。平行的兩個世界相互影響著，連死亡也是如此。然而另一個平行世界的敵人卻是「狭間真」的青梅竹馬「泉琴莉」，「狭間真」會為了拯救世界殺掉她嗎？兩個世界的戰爭就此開始……

## 登場人物

### α世界(又稱日本)
狹間真（聲：梶裕貴）
在現代日本日本為男主角，在母親去世後，開始封鎖自己的內心，在自己的青梅竹馬––泉琴莉的陪伴下，開始喜歡琴莉，在碰到另一個世界的自己（狹間陣）想殺了琴莉，在陣和美子、理子（操控者為琴子）和平協議停戰後，因另一世界的琴子被公卿們所殺，頹廢了一段時間，而頹廢之後為了自己的世界起身而戰，操控著美子和陣一起打敗被公卿操控的理子，在兩個世界分離後，向泉琴莉告白。
泉琴莉（聲：內田真禮）
為現代日本的女主角，與狹間真為青梅竹馬，喜歡狹間真，在狹間真的母親因突然死而死亡，給予真很多的陪伴，曾和美子五感共有（又稱共感可以操控Matic）過，因另一世界的琴子被公卿們所殺，在現代的她因而突然死，其肉體被泉宗（她父親）保留下來，在最後順利回復，被狹間真告白。
在2017年公開的OVA版中是設定為和真是表姐弟。
狹間源司（聲：津田健次郎）
狹間真的父親，在妻子突然死之後，因害怕其兒子也會一樣，努力找出能夠將兩個世界分離的方法，最後因另一個世界的自己被殺而突然死。
泉宗（聲：森川智之）
泉琴莉的父親，在泉琴莉死後，給真和陣很多幫助。

### β世界(又稱日本公國)
狹間陣（聲：中島良樹）
在日本公國為男主角，原本是要殺了泉琴莉而來到日本，後來得知殺死雙親（狹間群司和狹間清子）的不是日本公國的琴子，和美子、理子（操控者為琴子）和平協議停戰，將敵人轉為公卿們，在最後看見了泉琴子的父親在祭拜，而放了一朵花在琴子的墳墓前。
泉琴子（聲：千本木彩花）
為日本公國的公女（沒有實權的統治者），操控著美子和理子，但最後被公卿們知道想要改變日本公國的政治，因而被殺害。
美子（聲：悠木碧）
為日本公國所研究的Matic，原本的操控者為琴子，後來再和陣的打鬥中，和琴子失去五感共有，因而轉為與琴莉五感共有，後又因琴莉的突然死，與狹間真五感共有，和狹間陣一起打敗被公卿操控的理子，最後在狹間真分離世界時，和理子一同消失。
理子（聲：水瀨祈）
為日本公國所研究的Matic，原本的操控者為琴子，在琴子死後被公卿們操控成為公女，在被狹間真和狹間陣打敗後，失去理智被美子重新初始化，最後在狹間真分離世界時，和美子一同消失。
尤莉（聲：水樹奈奈）

### 其他
旁白

## 詞語解釋
突然死
因第二次世界大戰日本秘密研究物質傳送的研究失敗，導致世界切分為二，兩個世界各有相對的人物，一世界的人死另一世界的人也會一起死去，被現代日本稱為突然死。

## 製作人員
- 原作：CRAFTAR
- 導演、編劇：櫻木優平
- 動畫製作：CRAFTAR STUDIOS
- 製作：『就算明天世界終結』製作委員會
- 發行：松竹媒體事業部

### 主題曲
全作詞、作曲、主唱：愛繆
片尾曲「即便明天世界將迎來終結 （あした世界が終わるとしても）」
編曲：立崎優介、近藤隆史、田中裕介
插入曲「如果說 （ら、のはなし）」
編曲：

## 小說版
由該電影的導演櫻木優平執筆，在《DA VINCI》2018年11月號至2019年1月號進行連載。單行本由角川文庫出版。
- 櫻木優平（著）《就算明天世界毀滅》
  - 角川文庫（KADOKAWA，2018年11月22日）ISBN 978-4-04-102635-9

## 外部連結
- 電影『就算明天世界終結』官方網站 （页面存档备份，存于） （日語）
- 電影『就算明天世界終結』官方的X（前Twitter） （日語）